# Essam Scharaf

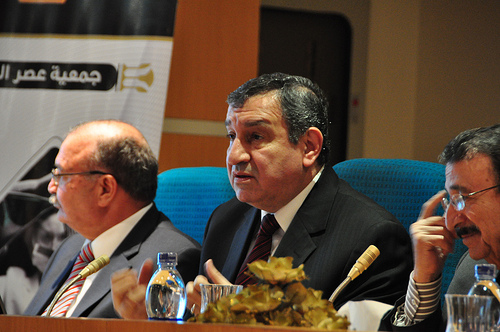
Essam Scharaf (Mitte), Januar 2011

Essam Abdel Aziz Scharaf (arabisch عصام عبد العزيز شرف, DMG ʿIṣṣām ʿAbdu l-ʿAzīz Šaraf; * 1952 im Gouvernement al-Dschiza) ist ein ägyptischer Politiker und war zwischen dem 3. März 2011 und dem 22. November desselben Jahres Premierminister von Ägypten. Er wurde in der Zeit nach der Revolution gegen Husni Mubarak der erste zivile Premier des Landes, leitete jedoch eine nur kurzlebige Übergangsregierung, das Kabinett Scharaf.

## Leben
Scharaf erhielt 1975 den Bachelor of Science von der Universität Kairo und 1980 einen Master in Hoch- und Tiefbau von der Purdue University. 1984 wurde er zum Doktor der Verkehrstechnik an der Purdue University promoviert. 1985 wurde er Assistant Professor an der Universität Kairo. Nach sechs Jahren an der König-Saud-Universität in Saudi-Arabien erhielt er 1996 eine ordentliche Professur an der Universität Kairo. Er war vom 13. Juli 2004 bis zum 31. Dezember 2005 Verkehrsminister im Kabinett Nazif. Von diesem Posten trat er nach einem tödlichen Zugunglück zurück, da es seiner Meinung nach an Ressourcen zur Verbesserung des ägyptischen Eisenbahnsystems mangelte.
Ab 2006 war er wieder Professor für Straßen- und Wegebau an der Universität Kairo. Außerdem gründete er die Nichtregierungsorganisation Age of Science, die Wissen und moderne Wissenschaft in der ägyptischen Gesellschaft fördern soll und der u. a. der Nobelpreisträger Ahmed Zewail und der ägyptisch-amerikanische Geologe Farouk al-Baz angehören. Der Revolution in Ägypten 2011 drückte er frühzeitig seine Unterstützung aus, weshalb er dem Militärrat aus der Opposition heraus für das Amt des Premierministers in der Übergangszeit vorgeschlagen und seine Ernennung von vielen Oppositionsgruppierungen begrüßt wurde.
2020 wurde Scharaf in die National Academy of Engineering der Vereinigten Staaten gewählt.
Scharafs Vater war Professor für Tiermedizin, vier seiner Geschwister waren oder sind ebenfalls als Professoren tätig.